# Enrique el León
Enrique el León (en alemán: Heinrich der Löwe; Ravensburg, 1129-Brunswick, 1195) fue un miembro de la dinastía güelfa (Welf), Duque de Sajonia como Enrique III desde 1142 y Duque de Baviera como Enrique XII desde 1156. Conservó ambos ducados hasta 1180 y fue el más poderoso de los príncipes alemanes de su época, hasta que la dinastía rival de los Hohenstaufen consiguió aislarlo y finalmente privarlo de sus ducados de Baviera y Sajonia durante el reinado de su primo Federico I y el del hijo y sucesor de este, Enrique VI.

## Biografía
En la cúspide de su reinado, Enrique gobernó sobre un vasto territorio, que se extendía de las costas de los mares del Norte y Báltico a los Alpes y de Westfalia a Pomerania. Enrique logró tamaño poder, en parte por sus aptitudes políticas y militares, y en parte a través de los legados de sus cuatro abuelos. Era hijo de Enrique el Soberbio, Duque de Sajonia y Baviera, el cual era hijo del Duque Güelfo I de Baviera (cuya primera esposa fue la heredera de los Billung (en alemán Billunger), anteriores duques de Sajonia), y de Judith de Flandes, su segunda mujer. La madre de Enrique era Gertrudis, hija única del Emperador Lotario II y de su esposa Richenza de Northeim, hija y heredera de Gertrudis, la cual a su vez era heredera de los territorios sajones de Northeim y de las propiedades de los Brunones, condes de Brunswick.
El padre de Enrique murió en 1139 a la edad de 32 años, siendo este aún un niño. El rey Conrado III había desposeído de sus ducados a Enrique el Soberbio, quien había sido su rival por la corona en 1138, otorgando el de Sajonia a Alberto el Oso y el de Baviera a Leopoldo I, archiduque de Austria. Enrique, sin embargo, no reclamó su herencia, y Conrado le retornó Sajonia en 1142. En 1156 Enrique readquirió Baviera por decisión del nuevo emperador, Federico Barbarroja.

Posesiones güelfas durante el reinado de Enrique.

Enrique fue el fundador de Múnich en 1157-1158, de Lübeck en 1159 y de Schwerin en 1160; también fundó y desarrolló las ciudades de Stade, Luneburgo y Brunswick. En esta última, su capital, hizo erigir un león de bronce, su animal heráldico, en el patio del castillo Dankwarderode en 1166. Esta fue la primera estatua de bronce al norte de los Alpes. Posteriormente hizo construir la catedral de Brunswick cerca de la estatua.
En 1147 Enrique desposó a Clemencia de Zähringer, anexionándose de ese modo sus territorios hereditarios en Suabia. Se divorció de ella en 1162, aparentemente debido a la presión ejercida por el Emperador Federico Barbarroja, el cual no deseaba posesiones güelfas en su área particular, ofreciendo a Enrique diversas fortalezas en Sajonia a cambio.
En 1168 Enrique contrajo matrimonio con Matilde (1156-1189), hija de Enrique II de Inglaterra y Leonor de Aquitania y hermana de Ricardo Corazón de León.
Enrique respaldó con constancia y fidelidad a su primo el Emperador Federico Barbarroja en sus posteriores intentos de solidificar su posesión de la Corona Imperial y en sus repetidas guerras con las ciudades de Lombardía y los Papas, cambiando el rumbo de la batalla a favor de Federico en diversas ocasiones con sus fieros caballeros sajones. Pero en 1174 Enrique rechazó ayudar a Federico en la renovada invasión de Lombardía, debido a que estaba preocupado por asegurar sus propias fronteras en el Este y no consideraba que la aventura italiana mereciese el esfuerzo, aun cuando Federico le ofreció la rica ciudad imperial de Goslar, en el sur de Sajonia, como recompensa, un trofeo que Enrique había ambicionado por largo tiempo.
La expedición de Federico acabó en un resonante fracaso, Federico Barbarroja fue derrotado en la famosa batalla de Legnano. Enrique, sería juzgado por aquella deserción tanto por el Lendrecht (derecho señorial) como por el Landrecht (derecho territorial). Aprovechando la hostilidad de otros príncipes alemanes hacia Enrique, que había establecido un Estado poderoso y duradero que comprendía Sajonia, Baviera y territorios sustanciales en el norte y este de Alemania, Federico juzgó a Enrique in absentia por insubordinación con un jurado de obispos y príncipes en 1180. Declarando que la Ley Imperial invalidaba la Ley Alemana tradicional, despojó a Enrique de sus tierras y lo declaró proscrito. Acto seguido Federico invadió Sajonia con un ejército imperial. Los aliados de Enrique desertaron, y él finalmente hubo de someterse en noviembre de 1181 al Reichstag de Erfurt. Fue exiliado de Alemania en 1182 por un periodo de tres años, durante los que permaneció con su suegro Enrique II de Inglaterra en Normandía hasta que le fue permitido regresar a Alemania en 1185. Fue exiliado de nuevo en 1189, y su esposa Matilde falleció en aquel mismo año.

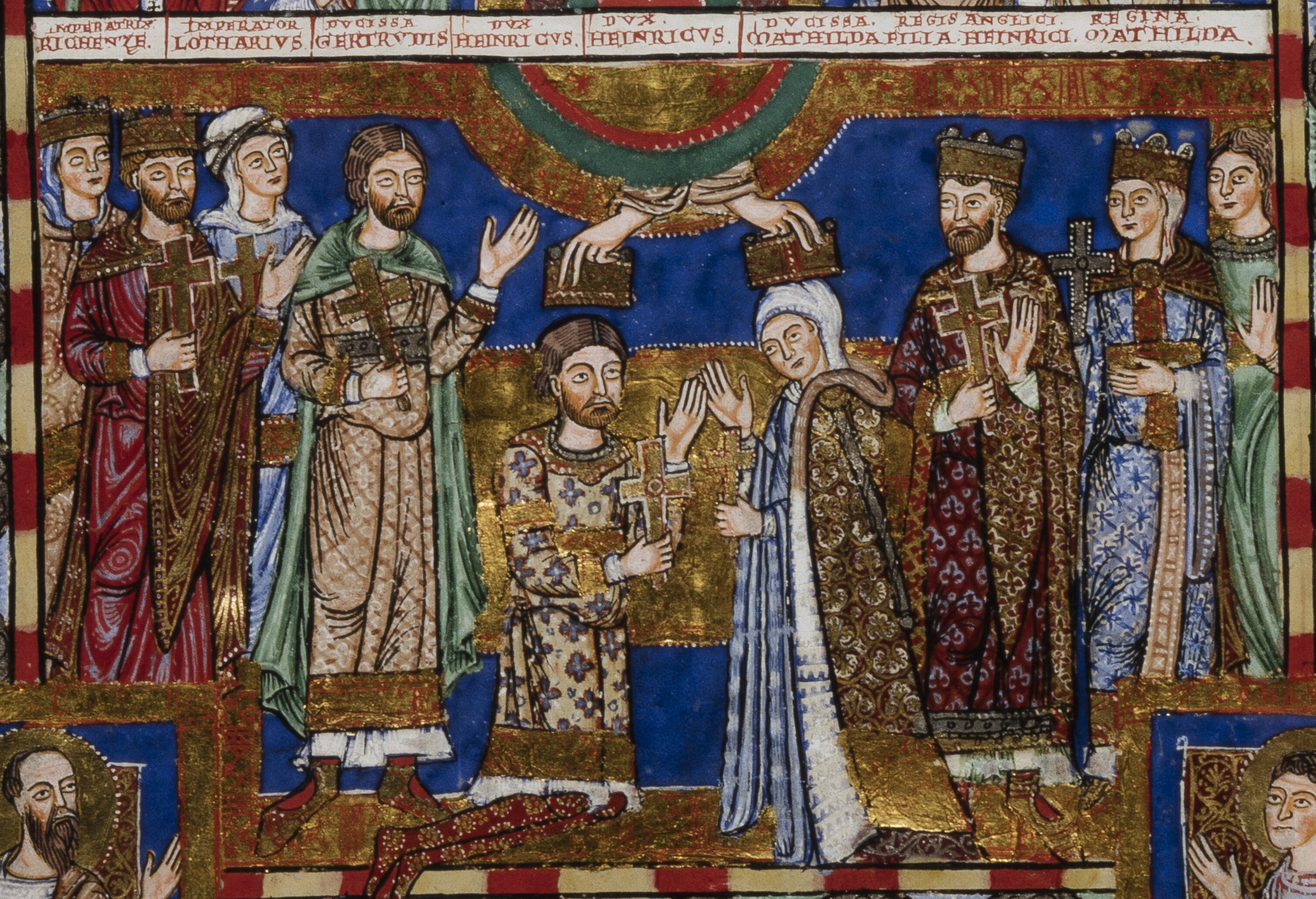
Coronación de Enrique el León y Matilde de Inglaterra (1188).

Cuando Federico Barbarroja acudió a la Cruzada de 1189, Enrique regresó a Sajonia, donde movilizó a un ejército de sus fieles y conquistó y saqueó la ciudad de Bardowick en represalia por su deslealtad. Solo las iglesias fueron dejadas en pie. El hijo de Barbarroja, Enrique VI, derrotó al duque de nuevo, pero en 1194, con su fin ya próximo, este hizo las paces con el Emperador, retornando a sus grandemente disminudas tierras en las cercanías de Brunswick, donde finalizó sus días pacíficamente como Duque de Brunswick, patrocinando las artes y la arquitectura. Falleció el 6 de agosto de 1195.

## Descendencia
Enrique tuvo los siguientes hijos:
- de su primera esposa, Clemencia de Zähringen:[2]
  - Gertrudis (1155-1197), casada primero con Federico IV de Suabia —hijo del emperador Conrado III de Alemania— y posteriormente con el Rey Canuto VI de Dinamarca.
  - Enrique, fallecido joven al caerse de una mesa.
  - Richenza, fallecida joven en 1168.
- de su segunda esposa, Matilde Plantagenet:[3]
  - Richenza (1172-1209), casada primero con Godofredo II, Conde de Perche y luego con Enguerrad III, Señor de Coucy.
  - Enrique V del Palatinado (1173-1227).
  - Lotario (1174-1190), fallecido siendo rehén del emperador Federico Barbarroja de Alemania.
  - Otón IV, Sacro Emperador Romano y Duque de Suabia (1177-1218).
  - Guillermo, Duque de Luneburgo (1184-1213).

Tuvo, además, una hija ilegítima con Ida de Blieskastel:
- Matilde (1164-1219), casada con Enrique Borwin I de Mecklemburgo.